# Parroquia La Vega (Caracas)
La Parroquia La Vega es una de las 22 parroquias del Municipio Libertador del Distrito Capital de Venezuela y una de las 32 parroquias de Caracas.

## Historia
El poblado de La Vega fue en principio el asentamiento de los esclavos que labraban la tierra en la Hacienda Montalbán, creada esta por los españoles como trapiche de caña de azúcar. Sus pobladores originales eran los indios Toromaimas y luego fueron despojado  por los invasores coloniales 
La Hacienda La Vega, que dio su nombre al área, remonta a cerca de 1590. 
La actual parroquia estaba integrada en la de El Paraíso.
Luego fue fundada como Nuestra Señora del Rosario de Chiquinquirá de la Vega el 18 de julio de 1813, el entonces pueblo se mantuvo sin mayores variaciones hasta 1907 cuando el Ing. Alberto Smith constituyó la "Compañía Anónima Fábrica Nacional de Cementos", que en esa época comenzó con una producción de 50 sacos diarios.
En 1916, el señor Carlos Delfino adquirió el 75% del capital de esa empresa y la rebautizó con el nombre: "Cementos La Vega". Esta empresa, con la más avanzada tecnología de aquel entonces, impulsó la producción y logró convertirse en una de las cementeras más importantes de Latinoamérica. A mitad del siglo XX comienzan a establecerse en las montañas trabajadores, en su mayoría obreros del interior de Venezuela e inmigrantes europeos que luego de la emigración suramericana   de los años, 70  se asentaron en la zona; colombianos, peruano, ecuatorianos, la falta de control migratorio  y la falta de planificación hizo que el crecimiento fuera desmedido construyéndose viviendas en precarias condiciones, conocidas como "ranchos". En la llanura al norte de la parroquia se creó una urbanización eminentemente residencial de tipo vertical  denominada Montalbán I y II respectivamente. Posteriormente se construyó la Urbanización Juan Pablo II, justo en el lugar donde dicho Papa ofició una multitudinaria misa en su primera visita a Venezuela en 1985.

## Geografía
Está ubicada en el centro-oeste del Municipio Libertador. Limita al norte con las parroquias El Paraíso, Antímano y Santa Rosalía; al sur con las parroquias Coche, Caricuao, El Valle y Antímano; al este limita con las parroquias Coche, Santa Rosalía, El Valle y El Paraíso; al oeste limita con las parroquias Antímano, Caricuao y El Paraíso.

### Demografía
Según el INE tenía una población de 142.765 habitantes para 2007 y se estima que para 2023 tendrá una población de 219.206 habitantes. La parroquia está integrada por dos sectores, La Vega y Montalbán, el primero está conformado por los barrios La Hoyada, El Carmen, La Amapola, La Veguita, La Vega, La Ladera, Los Naranjos,La Nueva China, Los Cujicitos, Vista Hermosa, San Miguel, Las Dos Rosas, El Milagro, Los Cangilones, Sector Unido, Los Mangos, La Luz, Bicentenario y Las Torres junto a la urbanización Terrazas La Vega que es un complejo de edificios residenciales ubicados dentro de la comunidad pero separados de las barriadas por zonas montañosas; mientras que Montalbán se divide en las urbanizaciones I, II y III.
El vegueño contemporáneo es en muchos casos, descendiente de los primeros que llegaron durante el proceso de industrialización y desarrollaron su actividad productiva en las empresas del sector. Otros son los hijos de los emigrantes que arribaron del interior en décadas pasadas, para buscar en la ciudad oportunidades de empleo y utilizaron a La Vega, para plantar viviendas humildes donde asentar a su familia.

## Religión
En el plano religioso podemos encontrar la Iglesia Santo Cristo de La Vega, la cual fue levantada en 1568, por Francisco Infante y Garci González de Silva. Tradicionalmente se realizan en Semana Santa precisamente el miércoles Santo, la procesión la cual consiste en sacar a la Virgen María y al Nazareno a recorrer las calles de esta populosa parroquia.

## Sitios de interés
- Hacienda La Vega
- Hacienda El Caney
- Hacienda Montanbalt
- Velódromo Teo Capriles
- Monumento a Carabobo (India de El Paraíso)
- Boulevard de La Vega
- Teatro Alí Gómez García
- Estatua de Simón Bolívar en la Plaza Bolívar de La Vega
- Centro Comercial Colonial
- Templo Parroquial Santo Cristo de La Vega
- Catedral San Jorge
- Iglesia Nuestra Señora de La Paz

## Educación

### Instituciones educativas
- Universidad Católica Andrés Bello
- Liceo "Pedro Fontes"
- Liceo Básico "Elba Hernández de Yánez"
- Escuela Bolivariana Parroquia La Vega
- Colegio Parroquial Monseñor Arturo Celestino Álvarez (Conocido como el de Los Padres)
- Colegio "Maria Antonia Bolívar"
- Escuela Primaria "Cecilio Acosta"
- Escuela "Manuel Antonio Carreño"
- Escuela "Amanda de Schnell"
- Escuela Casa Hogar "María Antonia Bolívar"
- Escuela Básica Los Mangos
- Escuela Básica San Miguel
- Escuela Básica Nacional Concentrada Zulia
- Escuela Básica Nacional "Vicente Emilio Sojo"
- Escuela Básica Nacional "Parroquia La Vega"
- Escuela Básica Nacional "Los Naranjos"
- Escuela Bolivariana "Niño Simón"
- Unidad Educativa "Almirante Luis Brion"
- Unidad Educativa Nacional Liceo de Aplicación
- Unidad Educativa Nacional "El Araguaney"
- Unidad Educativa Nacional  "Simón Rodríguez"
- Unidad Educativa Colegio "Fundación Carlos Delfino"
- Unidad Educativa Colegio "Josefa Gómez de Delfino"
- Escuela Básica Nacional Bernadina Bustos
- Unidad Educativa Distrital Bermúdez
- Unidad Educativa Distrital "Francisco Javier Yánez"
- Unidad Educativa "Juan German Roscio"
- Unidad Educativa "Antonio Herrera Toro"
- Unidad Educativa Escuela Canaima
- Unidad Educativa Privada "José Martí"
- Unidad Educativa "Mariano Picón Salas"
- Unidad Educativa "Francisco Salías"
- Unidad Educativa Bolivariana San Miguel
- Unidad Educativa "Colegio Educativo Montalbán"
- Unidad Educativa Fe y Alegría "Andy Aparicio"
- Unidad Educativa Fe y Alegría "Alianza"
- Unidad Educativa Privada Instituto Monte Sacro